# Mary Cartwrightová
Dame Mary Lucy Cartwrightová (17. prosince 1900 Aynho – 3. dubna 1998 Cambridge) byla britská matematička, která se zabývala teorií funkcí, diferenciálními rovnicemi, patří mezi zakladatele teorie chaosu. Spolu s J. E. Littlewoodem vyřešila problém, který by později byl považován za příklad motýlího efektu. Byla držitelkou Řádu britského impéria a členkou Královské společnosti a Royal Society of Edinburgh

## Raný život a vzdělání
Mary Cartwrightová se narodila 17. prosince 1900 v Aynho v Northamptonshire, otec William Digby byl farářem. Pocházela z pěti dětí (sourozenci: John, Nigel, Jane a William). Chodila na Leamingtononskou střední školu (1912–1915), pokračovala na „Gravely Manor School“ v Boscombe (1915–1916) a poté na dívčí škole „Godolphin School“ v Salisbury (1916–1919).
V říjnu 1919 Mary Cartwrightová nastoupila na „St Hugh's College“ v Oxfordu studovat matematiku. Absolvovala v roce 1923 „titulem první třídy“. Krátce učila na dívčí škole „The Alice Ottley School“ ve Worcesteru a na „Wycombe Abbey School“ v Buckinghamshire. V roce 1928 se vrátila do Oxfordu a pod vedením G.H. Hardyho (významného anglického matematika) získala titul Ph.D. s prací „The Zeros of Integral Functions of Special Types".
V roce 1930 působila jako Yarrow Research Fellowship. Odešla na Girton College na univerzitě v Cambridgi, aby pokračovala v práci na své disertační práci. Navštěvovala přednášky J. E. Littlewooda a řešila jeden z problémů, kterými se zabýval. Vytvořila matematickou větu, známou jako Cartwrightova věta. (využívala metody zavedené finským matematikem Larsem Ahlforsem), která byla publikována v roce 1935 v německém Annals of Mathematics.

## Kariéra
V roce 1936 se Mary Cartwrightová stala ředitelkou studií matematiky na Girton College. V roce 1938 zahájila dlouhodobou spolupráci s J. E. Littlewoodem na nelineárních diferenciálních rovnicích, která vyplynula z požadavku Radio Research Board (Ústavu pro vědecký a průmyslový výzkum). Jejich spolupráce vedla k důležitým výsledkům, které výrazně ovlivnily směr, kterým se ubírá moderní teorie dynamických systémů.
V roce 1947 byla zvolena členkou Královské společnosti, nebyla sice první ženou zvolenou do této společnosti, ale byla první matematičkou.
V roce 1948 byla Mary Cartwrightová jmenována děkankou Girton College a mezi lety 1959 až 1968 ještě učila a věnovala se vědecké práci v Cambridge. Od roku 1957 do roku 1960 byla prezidentkou Cambridge Association of University Women.

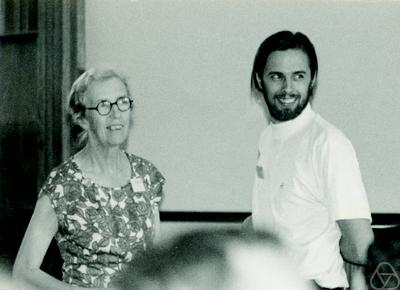
Mary Cartwright a Charles Pugh v roce 1970

Po odchodu do důchodu více cestovala. Strávila delší období v různých institucích ve Spojených státech amerických i Evropě; akademický rok 1968–1969 učila na Brownově Univerzitě, poté na Claremont Graduate College v Claremontu v Kalifornii (1969–1970), University of Wales (Velšskou univerzitu ) a Polsko navštívila v letech 1970–1971, obdržela čestné doktoráty na univerzitách v Edinburghu, Leedsu, Hullu, Walesu a Oxfordu.
Během své kariéry Mary Cartwrightová publikovala asi 100 článků, týkajících se klasické analýzy, diferenciálních rovnic atd. Podílela se na průlomových objevech teorie chaosu. I po svém odchodu do důchodu pokračovala v psaní výzkumných prací. Patřila mezi redaktory Hardyho sebraných článků. V posledních letech se přestěhovala do ošetřovatelského domova Midfield Lodge v Cambridge Road v Oakingtonu, kde 3. dubna 1998 zemřela ve věku 97 let. Nikdy se nevdala.

## Uznání a ocenění
Mary Cartwrightová získala Sylvesterovu medaili Královské společnosti, v roce 1968 De Morganovou medailí London Mathematical Society (Londýnské matematické společnosti), kde působila jako prezidentka v letech 1961 až 1963. Byla členkou Rady Královské společnosti, v roce 1951 prezidentkou Matematické asociace (odborná společnost pro výuku matematiky ve Velké Británii) a v letech 1961–1962 prezidentkou Londýnské matematické společnosti.
V roce 1969 jí udělila královna Alžběta II. Řád britského impéria (DBE).

## Publikace
- 1945: (s J. E. Littlewoodem ) „O nelineárních diferenciálních rovnicích druhého řádu“ [6]
- 1956: Integral Functions, Cambridge Tracts in Mathematics and Mathematical Physics No. 44
- 1964: „Od nelineárních oscilací k topologické dynamice“, Journal of the London Mathematical Society 39: 1931